# Самойлов, Александр (волейболист)
Александр Самойлов (родился 6 апреля 1985 года) — латвийский пляжный волейболист.

## Карьера
Самойлов в команде с Мартиньшом Плявиньшем представляли Латвию на летних Олимпийских играх 2008 года в Пекине (Китай). Тогда команда заняла девятое место. Сборная Латвии одержала победу в группе предварительного раунда, а в 16-м туре уступила австрийцам Флориану Гошу и Александру Хорсту. После Олимпиады Самойлов и Плявиньш перестали играть вместе.
На летних Олимпийских играх 2012 года выступал совместно с Русланом Сорокиным — дуэт занял 9-е место, достигнув 16-го тура, в котором проиграли Йонасу Реккерману и Юлиусу Бринку из Германии.
После Олимпиады 2012 года играет в команде с Янисом Шмединьшем.

## Достижения
- 1-е место Мирового тура 2013 и 2014 годов
- 1-е место Чемпионата мира до 21 года
- 1-е место Чемпионата Европы до 23 лет
- 1-е место Чемпионата Европы до 20 лет
- двукратный чемпион Латвии
- 5-е место Мирового турне по Италии в 2007 году
- 5-е место Мирового тура в Испании в 2008 году
- 9-е место Олимпийских игр 2008 года
- 9-е место Олимпийских игр 2012
- 2-е место Чемпионата Европы 2013
- 2-е место Чемпионата Европы 2014
- 1-е место Чемпионата Европы 2015